# Camper (Schuhhersteller)
Camper ist ein 1975 gegründetes spanisches Unternehmen für Schuhmode. Der Hauptsitz befindet sich in Inca auf Mallorca. Das Unternehmen vertreibt weltweit unter der gleichlautenden Marke Schuhe mit Kautschuksohlen.

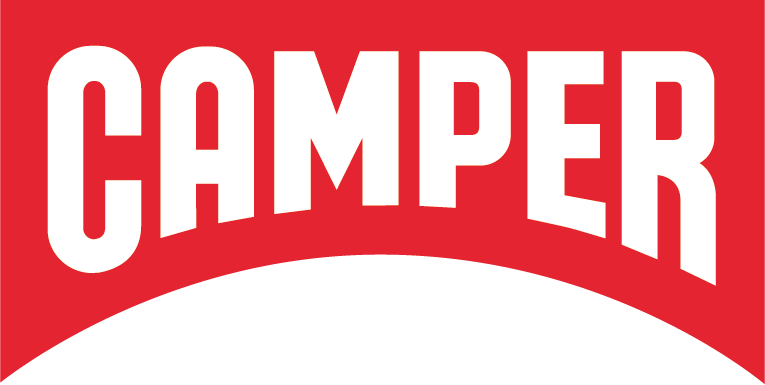
Camper-Logo

Camper bedeutet im Mallorquinischen vom Feld, denn die mit ausgedienten Autoreifen besohlten Schuhe der Bauern dienten als Inspiration für das erste Camper-Modell. Markenzeichen von Camper sind die ausgefallenen Schuhformen und das Sohlenprofil mit überdimensionalen Noppen.

## Geschichte

Animierter Camper-Schuh, 2021

Camper wurde 1975 von Lorenzo Fluxá gegründet, dem Bruder des Inhabers des seit 1877 in Inca ansässigen Schuhunternehmens Lottusse. 1981 wurde der erste unternehmenseigene Laden in Barcelona eröffnet, ab 1992 erfolgte die europaweite Expansion mit weiteren Filialen in verschiedenen Metropolen.
Camper arbeitete für seine Kollektionen, Werbeplakate und Geschäfte mit Künstlerinnen und Designern wie Nathalie du Pasquier, Michele De Lucchi, Kengo Kuma, Ōki Satō und Jaime Hayon zusammen. 2018 wurde Camper mit dem spanischen Preis Premio Nacional de la Industria de la Moda ausgezeichnet.
Camper ist in 40 Ländern mit rund 400 eigenen Ladenlokalen vertreten und verkaufte 2015 rund 4 Millionen Paar Schuhe pro Jahr. Camper wird heute von Miguel Fluxá, dem Sohn des Gründers, geleitet.